# Westwood, Boyd County, Kentucky
Westwood är en census-designated place i Boyd County i Kentucky och en förort till Ashland. Vid 2020 års folkräkning hade Westwood 4 387 invånare.